# Upplands runinskrifter 1069
Upplands runinskrifter 1069 är en vikingatida runsten av rödaktig granit i Berga, Åkerby socken och Uppsala kommun. 
Runsten är 1,95 meter hög, 0,75 meter bred och 0,5 meter tjock. Runhöjden är 6-7,5 centimeter. Stenen har ursprungligen stått några hundra meter sydväst om sin nuvarande plats vid en bro över Jumkilsån. I byn Berga står även Upplands runinskrifter 916.

## Inskriften
Translitterering av runraden:
iolfast + lit + rita + sten + yftiʀ + son sin + asa + auk + ersten + yftir rul(u)r
Normalisering till runsvenska:
Igulfastr/Hialmfastr let retta stæin æftiʀ sun sinn Asa ok Ærnstæinn æftiʀ rulur.
Översättning till nusvenska:
Igulfast lät resa stenen efter sin son Åse och Ärnsten efter...